# Ted Esther
Ted Esther (14 luglio 1982) è un calciatore seychellese, di ruolo difensore.